# رات-فرانت (شهرستان ایسیق‌آتا)
رات-فرانت (به لاتین: Rot-Front) یک منطقهٔ مسکونی در قرقیزستان است که در شهرستان ایسیق‌آتا واقع شده‌است. رات-فرانت ۷۹۶ نفر جمعیت دارد و ۱٬۰۷۵ متر بالاتر از سطح دریا واقع شده‌است.